# Marc Hafner
Marc Hafner (* 15. Februar 1986 in Göppingen) ist ein ehemaliger deutscher Handballspieler. Er spielte zuletzt bei der HSG Konstanz in der 3. Liga. Bis 2009 gehörte er zur HR Ortenau, und zuvor (bis November 2008) spielte er beim TBV Lemgo in der ersten Handball-Bundesliga. Zudem besaß der Rechtsaußen dort ein Doppelspielrecht bei der Reserve des TBV, Handball Lemgo II, um in der Regionalliga weiter Spielpraxis zu sammeln.
Seine Karriere begann beim TSV Heiningen. 2004 wechselte er dann zum Regionalligisten VfL Waiblingen. Zur Saison 2007/2008 wurde er vom TBV Lemgo unter Vertrag genommen. Dort besetzte er hinter Florian Kehrmann die Rechtsaußen-Position. Wegen mangelnder Spielpraxis entschied sich Hafner im November 2008 zu einem Wechsel in die 2. Bundesliga zur HR Ortenau. Hafner bestritt 34 Jugend- und 42 Junioren-Länderspiele. Mit der Junioren-Nationalmannschaft wurde er 2006 in Innsbruck Europameister.
Hafner beendete nach der Saison 2014/15 seine Karriere.

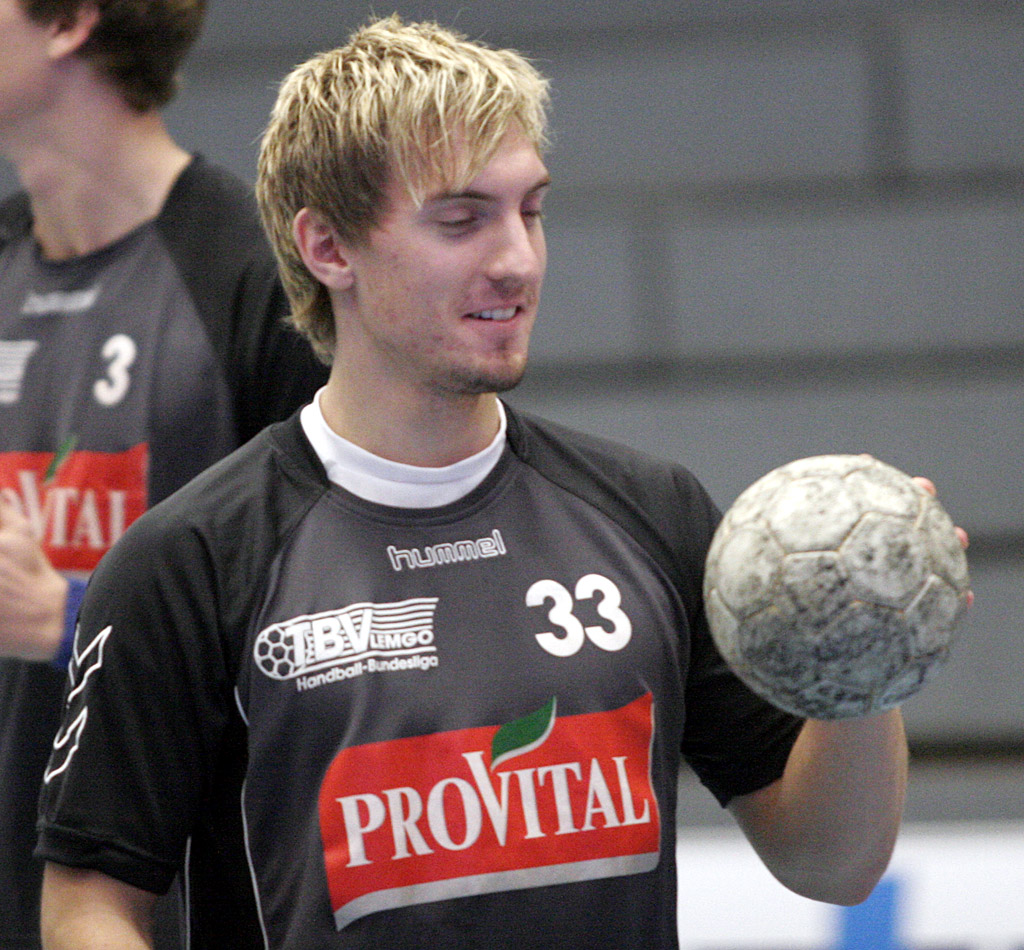
Marc Hafner